# Sphingomima cinereomarginata
Sphingomima cinereomarginata là một loài bướm đêm trong họ Geometridae.